# Desiderio Pernas

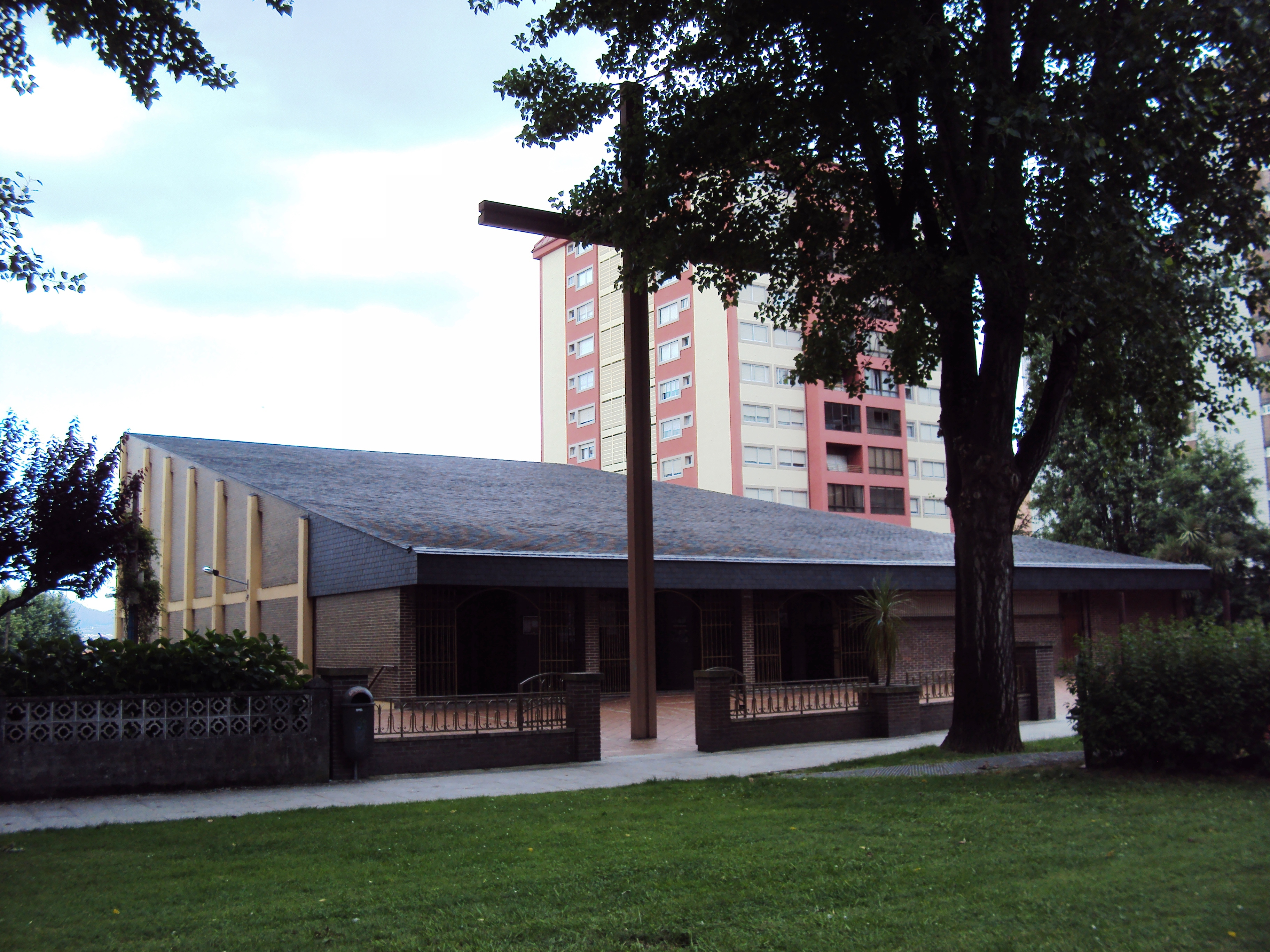
Iglesia de N.ª S.ª del Rocío.

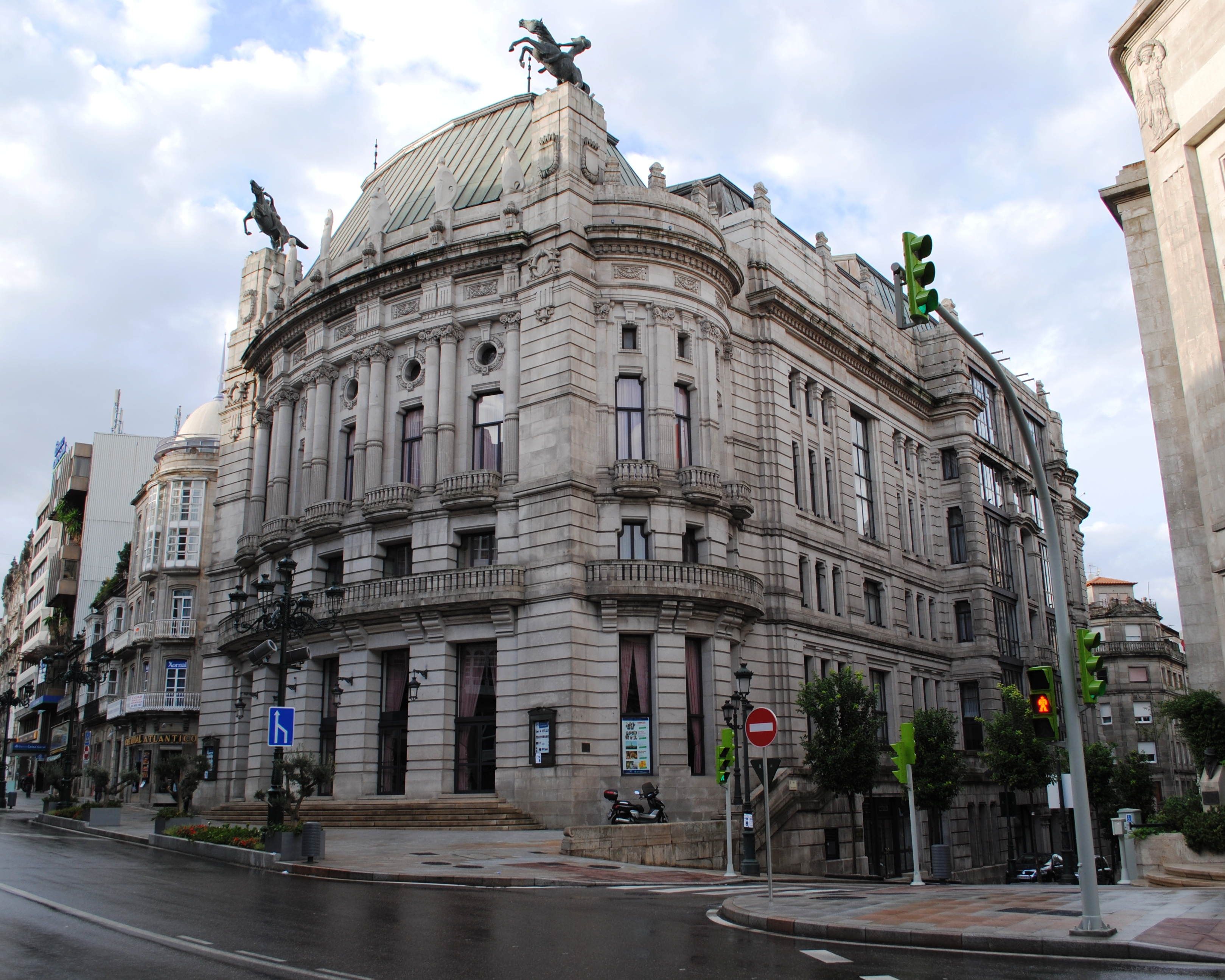
Teatro García Barbón, restaurado por Pernas.

Desiderio Pernas Martínez, nacido en Vigo el 26 de marzo de 1930 y fallecido en esta misma ciudad el 19 de enero de 1996, fue un arquitecto español.
Pernas fue uno de los arquitectos vigueses más reconocidos internacionalmente, y con sus obras fue uno de los responsables de la introducción del nuevo lenguaje moderno en Vigo.
Además de su labor como arquitecto, Pernas sintió una gran pasión por la música y la pintura. Dos pasiones que se vieron fuertemente reflejadas en sus obras.